# Alosternida
Alosternida is een kevergeslacht uit de familie van de boktorren (Cerambycidae). De wetenschappelijke naam van het geslacht werd voor het eerst geldig gepubliceerd in 1961 door Podaný.

## Soorten
Alosternida is monotypisch en omvat slechts de volgende soort:
- Alosternida chalybaea (Haldeman, 1847)